# Flughafen Chios

i7
i11
i13
Der Flughafen Chios (alternativ auch Flughafen Chios „Omiros“, griechisch Κρατικός Αερολιμένας Χίου Όμηρος, (IATA-Code: JKH, ICAO-Code: LGHI)) ist ein nationaler Flughafen auf der Insel Chios im Osten Griechenlands nahe dem türkischen Festland. Er liegt etwa 2 km nördlich von Lefkonia und 4 km südlich von der namensgebenden Stadt Chios. Betreiber des Flughafens ist die griechische Hellenic Civil Aviation Authority, kurz HCAA. Der Flughafen besitzt eine etwa 1500 m lange Start- und Landebahn mit der Ausrichtung 01/19. 2015 benutzten über 190.000 Passagiere den Flughafen. Die erste am Flughafen gelandete Maschine war der Flug 560 der Olympic Airways (heute als Olympic Air bekannt) von Athen.

## Flugziele
Folgende Flugziele werden vom Flughafen Chios bedient. Die Zielorte, die saisonal bedient werden, werden meistens zwischen Mai und Oktober angeflogen:
| Fluggesellschaft                     | Flugziel                                                        |
| ------------------------------------ | --------------------------------------------------------------- |
| Astra Airlines                       | Athen, Thessaloniki                                             |
| Austrian Airlines                    | saisonal: Wien                                                  |
| Aviolet (durchgeführt von AirSerbia) | saisonal: Belgrad                                               |
| Olympic Air                          | Athen, Thessaloniki                                             |
| Sky Express                          | Athen, Heraklion, Limnos, Mytilini, Rhodos, Samos, Thessaloniki |
| Transavia                            | saisonal: Amsterdam                                             |